# Axel Emanuel Friedlander
Axel Emanuel Friedlander född 9 januari 1849 i Öxnevalla socken i Älvsborgs län, död den 18 november 1928, var en svensk hymnolog och skolman. 
Friedlander blev student vid Lunds universitet 1869 och filosofie doktor där 1879, var docent i estetik där 1879–1887 och prästvigdes 1889. Han var lektor vid Jönköpings högre allmänna läroverk 1888–1902 och vid Göteborgs latinläroverk 1902–1915. Friedlander var ordförande i Lunds studentkår 1878. Han invaldes som ledamot av Vetenskaps- och Vitterhetssamhället i Göteborg 1907.
Under åren 1900–1926 utgav han ett fyra volymer omfattande verk om den kyrkliga diktningen, ett ämne han således ägnade en stor del av sitt yrkesaktiva liv åt, då han redan 1897–1898 sammanställde och gav ut en samling nordeuropeiska, språkligt gränsöverskridande, psalmer i Pärlor ur den evangeliska-lutherska kyrkans psalmskatt.